# Tulgalı
Tulgalı ist ein Dorf im Landkreis Midyat der türkischen Provinz Mardin. Tulgalı liegt etwa 87 km östlich der Provinzhauptstadt Mardin und 21 km südöstlich von Midyat. Tulgalı hatte laut der letzten Volkszählung 396 Einwohner (Stand Ende Dezember 2009).